# Rikako Kobayashi
Rikako Kobayashi (小林 里歌子?, Kobayashi Rikako; Prefettura di Hyōgo, 21 luglio 1997) è una calciatrice giapponese, attaccante del Tokyo Verdy Beleza e della nazionale giapponese.
È sorella minore di Seigō, anch'egli calciatore, di ruolo centrocampista.

## Carriera

### Club
Kobayashi si appassiona al calcio fin da giovanissima, giocando con il fratello Seigō in una squadra giovanile locale. Frequenta la scuola di primo livello a Kōbe, affiancando la passione del calcio a quella dell'atletica leggera.
Nel 2010 indossa la maglia delle giovanili dell'Aguilas Kobe, anno in cui la squadra titolare alla fine del campionato viene promossa in Nadeshiko League Division 1. L'anno successivo si trasferisce al neofondato Placel Kobe e dal 2012 è iscritta alla Tokiwagi Gakuen High School di Sendai, giocando nella plurititolata squadra di calcio femminile dell'istituto.
Terminato il percorso alla scuola superiore, dove nel 2015 è costretta a interrompere l'attività agonistica per un grave infortunio, nel 2016 si iscrive all'Università di Hosei e nel contempo viene annunciato la sottoscrizione di un accordo con il Nippon TV Beleza. Pur dovendo saltare gran parte del campionato di Nadeshiko League Division 1, festeggia con le nuove compagne la conquista del titolo di campione del Giappone. Negli anni che seguirono vince per altre tre volte consecutive il campionato, ottenendo anche un treble campionato-coppa-League Cup nella stagione 2018.
Il 17 luglio 2023 viene annunciato il suo trasferimento al North Carolina Courage, sua prima esperienza in un club straniero, con i quali firma un contratto biennale fino alla stagione 2024 di National Women's Soccer League con un'opzione per un ulteriore anno. Il 21 marzo 2024, di comune accordo, è stato rescisso il contratto dopo che non era ancora riuscita a disputare una partita ufficiale col Courage a causa di un infortunio. L'8 luglio successivo è tornata al Tokyo Verdy Beleza. A metà novembre ha subito un nuovo infortunio, la rottura del tendine d'Achille, che l'ha costretta a rimanere ferma per sei mesi.

### Nazionale
Nel 2013 Kobayashi viene convocata dalla federazione giapponese per indossare la maglia della formazione under 16 che partecipa all'edizione 2013 del campionato asiatico, torneo che definirà la nazionale che avrà accesso al mondiale under 17 della Costa Rica 2014. In quell'occasione Kobayashi è tra le protagoniste della conquista del titolo da parte della squadra giapponese, siglando 7 reti e festeggiando con le compagne la sofferta vittoria in finale sulle avversarie della Corea del Nord che superano solo ai tiri di rigore.
Nel 2014 viene chiamata dal tecnico Asako Takakura nella formazione under 17 che disputa il mondiale di Costa Rica 2014. In quell'occasione viene impiegata in cinque dei sei incontri disputati dalla sua nazionale, siglando una rete, su calcio di rigore, alla Nuova Zelanda nell'incontro vinto per 3-0 nella fase a gironi, condividendo con le compagne la conquista del trofeo, il primo per la squadra giovanile giapponese, vincendo la finale del 4 aprile sulle pari età della Spagna under 17 con il risultato di 2-0.

## Palmarès

### Club
- Campionato giapponese: 4

Nippon TV Beleza: 2016, 2017, 2018, 2019
- Coppa dell'Imperatrice: 2

Nippon TV Beleza: 2017, 2018
- Nadeshiko League Cup: 2

Nippon TV Beleza: 2016, 2018

### Nazionale
- Campionato mondiale under 17: 1

2014
- Campionato asiatico under 16: 1

2013

### Individuale
- Capocannoniere del campionato asiatico under 16: 1

2013 (7 reti)